# Хусбю (район Стокгольма)

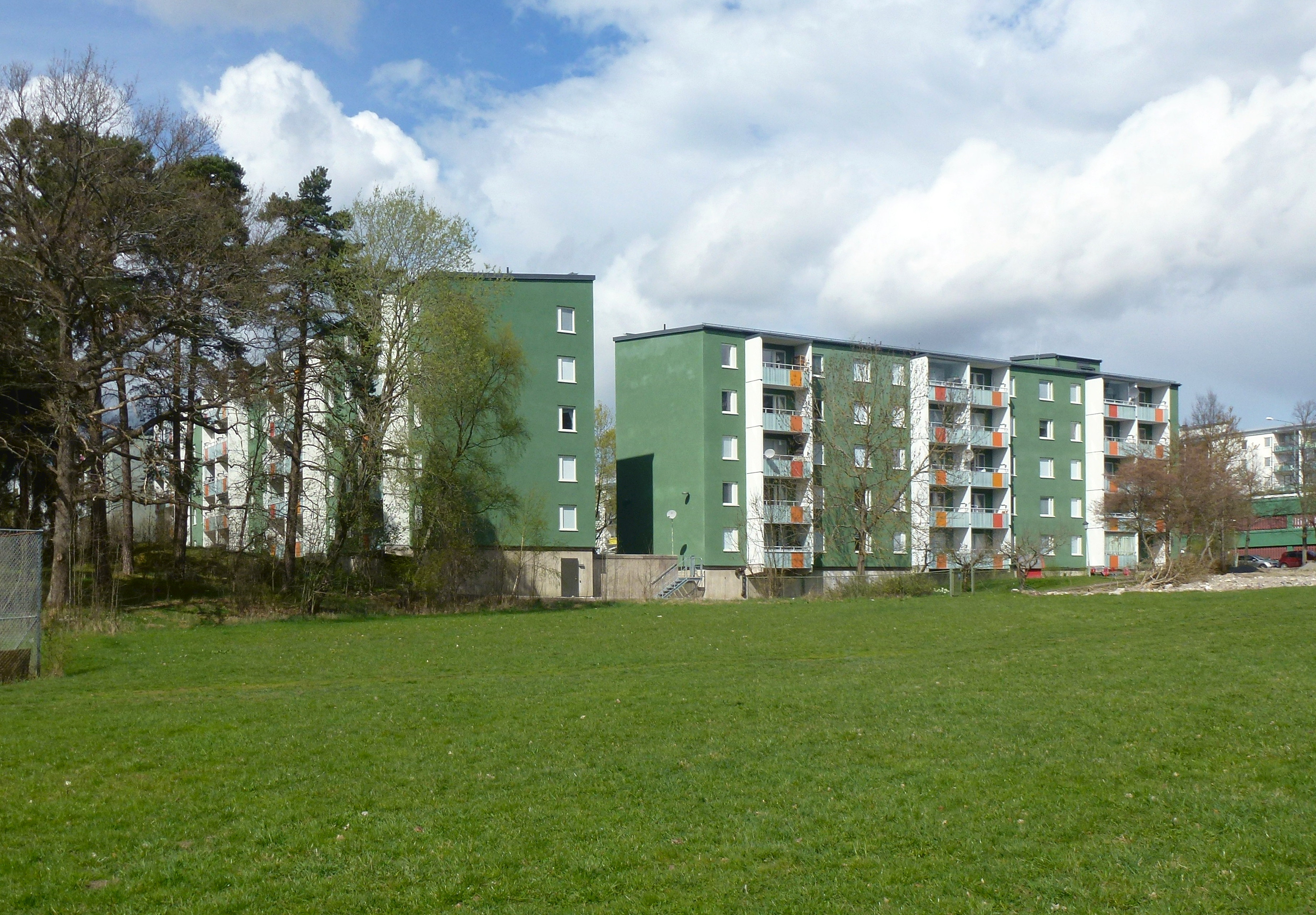
Типичные жилые панельные дома в Хюсбю

Хюсбю (швед. Husby) — район Стокгольма в Швеции. Находится на северо-западе Стокгольма. Одноимённая станция Хусбю находится на синей линии метрополитена.
По состоянию на 31 декабря 2007 года в районе проживал 11 551 житель.
Современная застройка Хюсбю многоэтажными многоквартирными панельным домами началась в 1972 году по программе Million Programme. Станция метро открылась в 1977 году, до центра Стокгольма поезд следует примерно 20 минут. Название района дано по ферме, по прежнему располагающейся в этом месте. Улицы района получили наименование по названиям городов Норвегии. От древних поселений викингов в районе остались многочисленные камни с рунами.
Согласно статистике, Хюсбю имеет самый низкий подушевой доход среди районов Стокгольма. В 2014 году более 80 % населения составляли выходцы из других государств, преимущественно из Азии и Африки.